# Pedro León (attore)
Pedro León (Tucson, 29 giugno 1878 – 14 luglio 1931) è stato un attore statunitense del cinema muto. Usava anche i nomi alternativi Peter Leon, Pedro De Leon e Pedro Leon.

## Filmografia
- Washington at Valley Forge, regia di Francis Ford (1914)
- Love's Lariat, regia di Harry Carey e George Marshall (1916)
- How the Cowboy Makes His Lariat (1917)
- The Comeback
- They Were Four, regia di George Marshall (1917)
- Border Wolves, regia di George Marshall (1917)
- Roped In, regia di George Marshall (1917)
- The Raid, regia di George Marshall (1917)
- Casey's Border Raid, regia di George Marshall (1917)
- Meet My Wife, regia di George Marshall (1918)
- The Joyous Troublemaker, regia di J. Gordon Edwards (1920)
- Vanishing Trails, regia di Leon De La Mothe - serial cinematografico (1920)
- Amici per la pelle (Just Pals), regia di John Ford (1920)
- La sferzata (The Lash), regia di (non accreditato) Frank Lloyd (1930)